# Fortaleza Muiden
La fortaleza Muiden (holandés: Muizenfort) es una fortaleza neerlandesa en Muiden, construida entre 1874 y 1877. La fortaleza es parte de Stelling van Amsterdam, el sitio del Patrimonio Mundial de la UNESCO que consiste en un conjunto de fuertes alrededor de la ciudad de Ámsterdam.

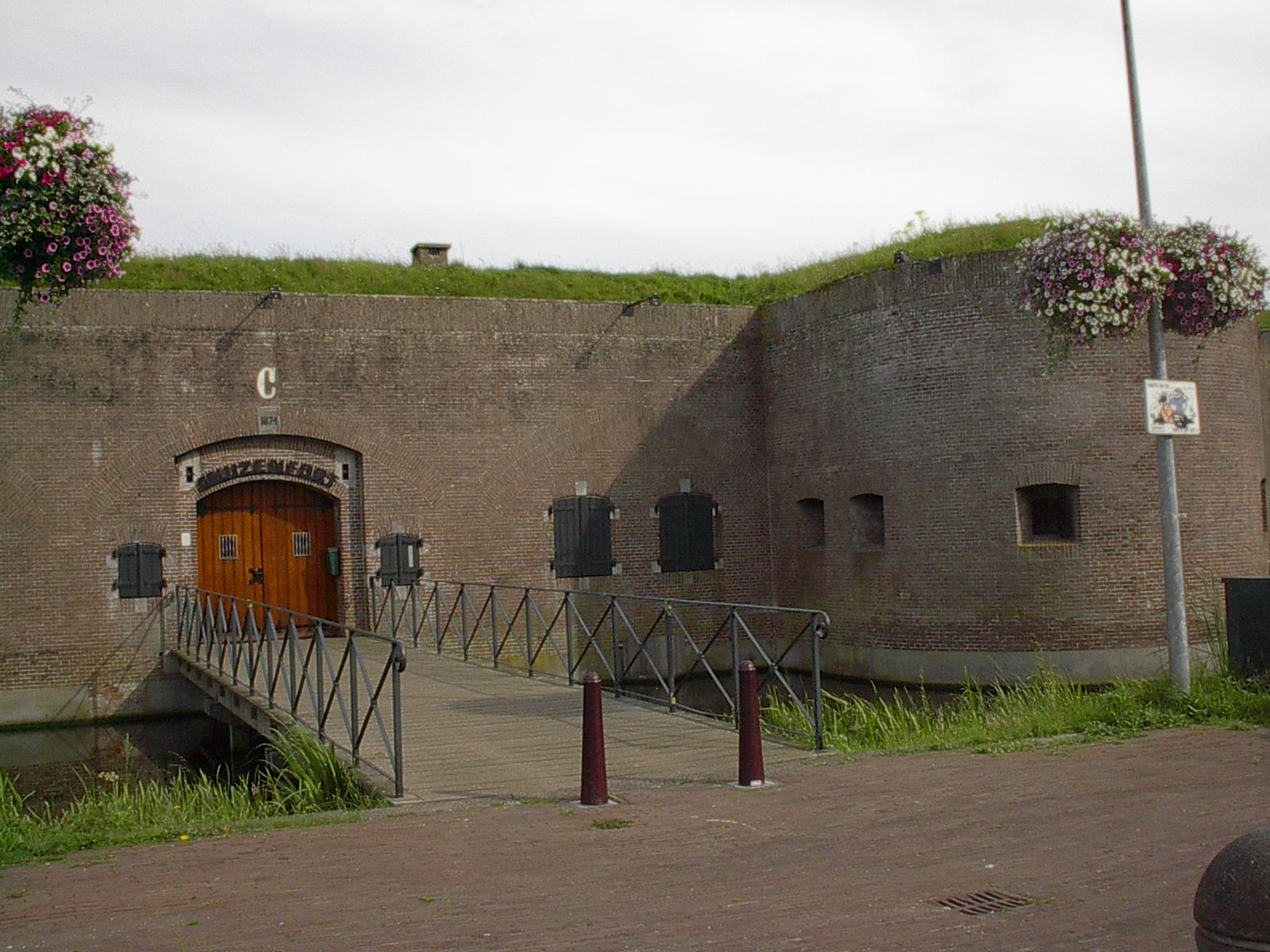
Fortaleza Muiden.

La fortaleza está hecha de mampostería y cubierta de arena en el lado este. La fortaleza cuenta con nueve casamatas, de las cuales las dos casamatas de artillería con tres troneras cada una, son las más importantes. Desde aquí, los puentes, el dique y el canal podrían ser atacados. La fortaleza también tiene cuartos de la tripulación, para el guardia, la cocina, el cuarto para los oficiales, despensa para almacenar comida, pólvora y armas.

## Segunda Guerra Mundial
A medida que se acercaba la Segunda Guerra Mundial, la fortaleza fue reforzada y se asignaron tropas a la misma. Se construyó un Refugio de Grupo Tipo P en la parte delantera. Este pesado refugio de hormigón proporcionó cobertura a las tropas durante un bombardeo hostil. Junto a ella se colocó una casamata abovedada (tipo G ); contenía una ametralladora pesada que podía apuntar al Naardertrekvaart y la carretera contigua. Durante la guerra, el ejército alemán retiró la cúpula de acero y dejó un gran agujero en la casamata.
Según la etimología popular , el nombre se refiere a los uniformes gris ratón de las tropas holandesas del período de movilización de 1939-1940,  pero el nombre es probablemente mucho más antiguo.